# كيشيناو

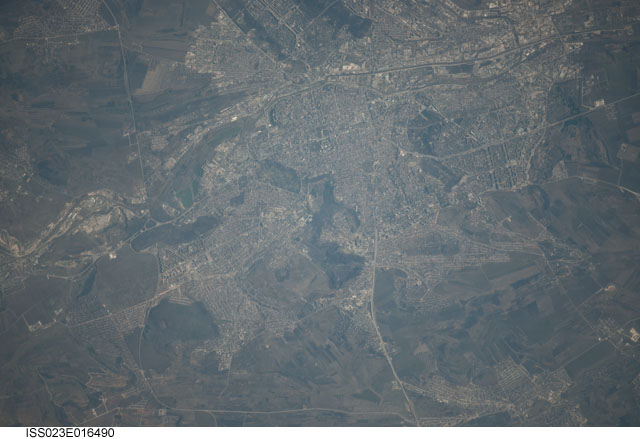
منظر لكيشيناو من القمر الصناعي

كيشنيناو (/ˌkɪʃ[invalid input: 'ɨ']ˈnaʊ/; نطق روماني: ‎[kiʃiˈnəw]‏; (بالروسية: Кишинёв, Kishinjóv)‏; (بالأوكرانية: Кишинів)‏) وتعرف أيضاً باسم كيشينيف هي عاصمة مولدوفا وأكبر مدنها. وهي المركز الصناعي والتجاري الرئيسي في مولدوفا. تقع المدينة وسط البلاد على نهر بيك. بلغ عدد سكانها وفقاً للتعداد الأولي الذي أجري في مولدوفا عام 2014 حوالي 492,894 نسمة
يقدّر عدد السكان المقيمين في كيشيناو (بما في ذلك المجتمعات المجاورة) حوالي 736,100 نسمة كما في الأول من كانون الثاني (يناير) 2015. كيشيناوي هي أكثر المناطق ازدهاراً في مولدوفا وأكبر مركز للمواصلات فيها.

## الجغرافيا
تقع مدينة كيشنياو على نهر بيك أحد روافد نهر دنيستر على إحداثيات، تبلغ مساحتها حوالي 120 كم مربع. تقع المدينة وسط مولدوفا وهي محاطة بالمناطق الطبيعية المستوية نسبياً ذات تربة خصبة جداً.

### الطقس

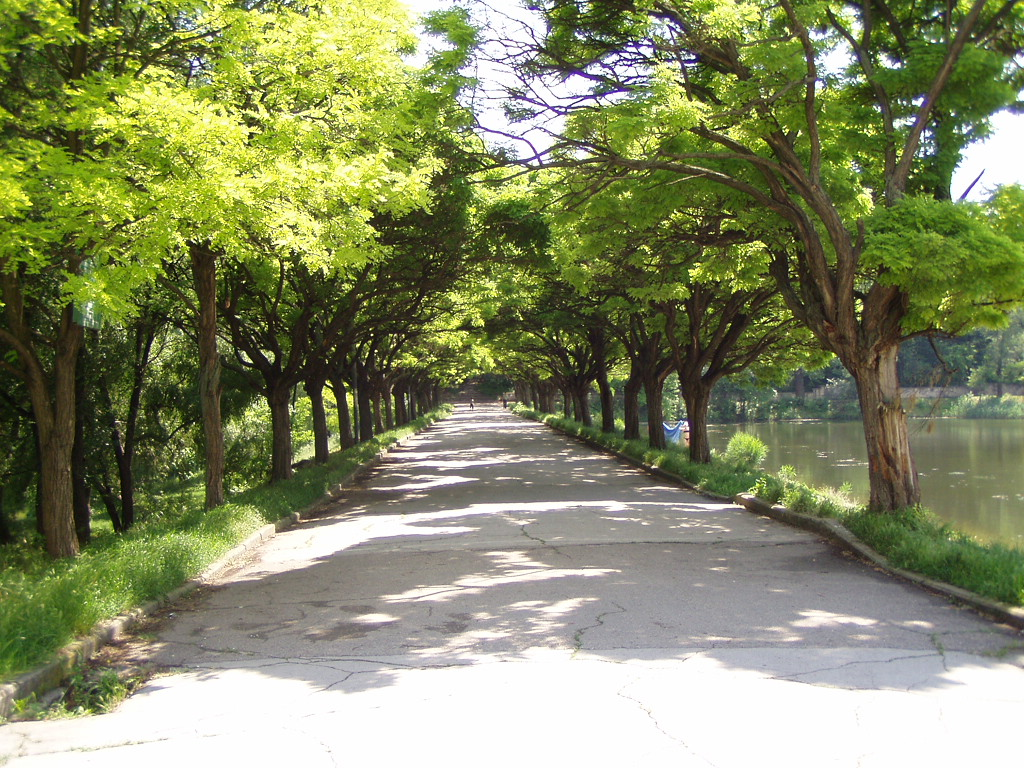
وادي روز

كيشيناو ذات مناخ رطب قاري حسب (تصنيف كوبن للمناخ)، وتمتاز بصيف حار جاف وشتاء بارد عاصف. تتدنى درجات الحرارة شتاءً وتصل إلى الصفر المئوي ونادراً ما تنخفض لتصل إلى -10. أما صيفاً فتموسط درجة الحرارة العظمى يقارب 25 درجة مئوية، وقد ترتفع لتصل إلى 35 درجة مئوية في منتصف الصيف. على الرغم من أن معدل هطول المطر ورطوبة الهواء منخفض صيفاً، فقد تحدث عواصف شديدة صيفاً. تتراوح درجات الحرارة ربيعاً وخريفاً بين 16 و24 درجة مئوية، وتزيد معدات هطول الأمطار.
| البيانات المناخية لـكيشيناو                                        | البيانات المناخية لـكيشيناو | البيانات المناخية لـكيشيناو | البيانات المناخية لـكيشيناو | البيانات المناخية لـكيشيناو | البيانات المناخية لـكيشيناو | البيانات المناخية لـكيشيناو | البيانات المناخية لـكيشيناو | البيانات المناخية لـكيشيناو | البيانات المناخية لـكيشيناو | البيانات المناخية لـكيشيناو | البيانات المناخية لـكيشيناو | البيانات المناخية لـكيشيناو | البيانات المناخية لـكيشيناو |
| الشهر                                                              | يناير                       | فبراير                      | مارس                        | أبريل                       | مايو                        | يونيو                       | يوليو                       | أغسطس                       | سبتمبر                      | أكتوبر                      | نوفمبر                      | ديسمبر                      | المعدل السنوي               |
| ------------------------------------------------------------------ | --------------------------- | --------------------------- | --------------------------- | --------------------------- | --------------------------- | --------------------------- | --------------------------- | --------------------------- | --------------------------- | --------------------------- | --------------------------- | --------------------------- | --------------------------- |
| الدرجة القصوى °م (°ف)                                              | 15.5 (59.9)                 | 20.7 (69.3)                 | 25.7 (78.3)                 | 31.6 (88.9)                 | 35.9 (96.6)                 | 37.5 (99.5)                 | 39.4 (102.9)                | 39.2 (102.6)                | 37.3 (99.1)                 | 32.6 (90.7)                 | 23.6 (74.5)                 | 18.3 (64.9)                 | 39.4 (102.9)                |
| متوسط درجة الحرارة الكبرى °م (°ف)                                  | 0.9 (33.6)                  | 2.6 (36.7)                  | 8.1 (46.6)                  | 15.6 (60.1)                 | 21.9 (71.4)                 | 25.2 (77.4)                 | 27.5 (81.5)                 | 27.2 (81.0)                 | 21.5 (70.7)                 | 15.2 (59.4)                 | 7.4 (45.3)                  | 2.2 (36.0)                  | 14.6 (58.3)                 |
| المتوسط اليومي °م (°ف)                                             | −1.9 (28.6)                 | −0.8 (30.6)                 | 3.7 (38.7)                  | 10.4 (50.7)                 | 16.5 (61.7)                 | 19.9 (67.8)                 | 22.1 (71.8)                 | 21.7 (71.1)                 | 16.3 (61.3)                 | 10.5 (50.9)                 | 4.1 (39.4)                  | −0.6 (30.9)                 | 10.2 (50.4)                 |
| متوسط درجة الحرارة الصغرى °م (°ف)                                  | −4.3 (24.3)                 | −3.6 (25.5)                 | 0.2 (32.4)                  | 6.0 (42.8)                  | 11.6 (52.9)                 | 15.2 (59.4)                 | 17.3 (63.1)                 | 16.9 (62.4)                 | 12.0 (53.6)                 | 6.8 (44.2)                  | 1.5 (34.7)                  | −3.0 (26.6)                 | 6.4 (43.5)                  |
| أدنى درجة حرارة °م (°ف)                                            | −28.4 (−19.1)               | −28.9 (−20.0)               | −21.1 (−6.0)                | −6.6 (20.1)                 | −1.1 (30.0)                 | 3.6 (38.5)                  | 7.8 (46.0)                  | 5.5 (41.9)                  | −2.4 (27.7)                 | −10.8 (12.6)                | −21.6 (−6.9)                | −22.4 (−8.3)                | −28.9 (−20.0)               |
| الهطول مم (إنش)                                                    | 36 (1.4)                    | 31 (1.2)                    | 34 (1.3)                    | 40 (1.6)                    | 48 (1.9)                    | 66 (2.6)                    | 64 (2.5)                    | 56 (2.2)                    | 51 (2.0)                    | 37 (1.5)                    | 38 (1.5)                    | 41 (1.6)                    | 542 (21.3)                  |
| متوسط الأيام الممطرة                                               | 8                           | 7                           | 11                          | 13                          | 14                          | 14                          | 12                          | 10                          | 10                          | 11                          | 12                          | 10                          | 132                         |
| متوسط الأيام المثلجة                                               | 13                          | 13                          | 8                           | 1                           | 0.03                        | 0                           | 0                           | 0                           | 0                           | 0.4                         | 5                           | 11                          | 51                          |
| متوسط الرطوبة النسبية (%)                                          | 82                          | 78                          | 71                          | 63                          | 60                          | 63                          | 62                          | 60                          | 66                          | 73                          | 81                          | 83                          | 70                          |
| ساعات سطوع الشمس الشهرية                                           | 75                          | 80                          | 125                         | 187                         | 254                         | 283                         | 299                         | 295                         | 226                         | 169                         | 75                          | 58                          | 2٬126                       |
| المصدر #1: Pogoda.ru.net                                           |                             |                             |                             |                             |                             |                             |                             |                             |                             |                             |                             |                             |                             |
| المصدر #2: الإدارة الوطنية للمحيطات والغلاف الجوي (sun, 1961–1990) |                             |                             |                             |                             |                             |                             |                             |                             |                             |                             |                             |                             |                             |

## القانون والحكومة

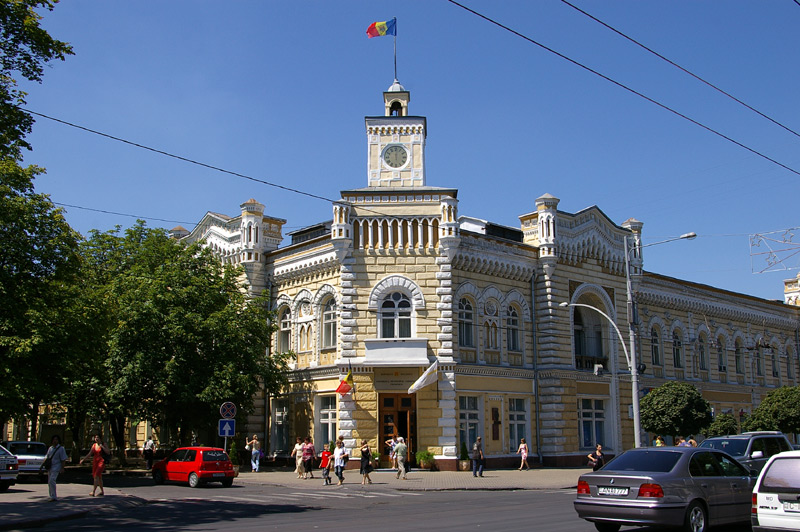
قاعة المدينة

### البلدية
تقسم مولدوفا إدارياً إلى 3 بلديات، 32 مقاطعة ووحدتين مستقلتين. كيشيناو هي إحدى البلديات الثلاث. تتكون كيتشيناو من 34 موقع محلي: منها 6 مدن صغيرة (تضم قريتان داخليتان) و12 كوميون (فيها 14 قرية داخلية).
قدّر عدد السكان عام 2013 كما هو مبيّن داخل الأقواس

### المدن والبلدات
سكان المدن (تقديرات 2013)
| - كيشيناو (671,800) - كودرو (12,000) - كريكوفا (8,500) - دورليشتي (19,500) | - سيندجيرا (12,600) - دوبروغيا - ريفاكا - فادول لو فودا (5,000) - فاترا (3,500) |

### البلديات
- باتشوي (10,618)
  - برايلا
  - فروموشيكا
  - سترايتسيني
- بوبويتشي (6,748)
  - بيك
  - نوموليشتي
- بوديشتي (5,036)
  - فادوليني
- تشوريسكي (7,096)
  - فيوريشتي
  - غويان
- كولونيتسا (3,340)
- كوندريتسا (658)
- كروزيشتي (1,655)
  - كروزيشتي
- غيديغيتش (5,094)
- غراتييشتي (6,242)
  - غولبواكا
- ستافتشيني (6,833)
  - نوفيي غورني
- توهاتن (2,487)
  - بونتسي
  - Cheltuitori
- Trușeni (7,952)
  - Dumbrava

### الإدارة
[
[ملف:Mapa chisinau vectorizata232.svg|200px|left|thumbالقطاعات الإدارية في كيشيناو: 1-كينترو، 2-بويوكاني، 3-ريشكاني، 4-بوتانيكا، 5-تشيكانا]]
يدير كيشيناو «مجلس المدينة» و«عمدة المدينة» وكلاهما يتم انتخابه لمرة واحدة كل أربع سنوات. العمدة الحالي هو دورين تشيرتواكا. أما سلفه فكان سيرافيم أورتشيان. بموجب دستور مولدوفا 1994، وبسبب انتخابه عضواً في البرلمان عام 2005، لم يكن مسموحاً له الاستمرار في الوظيفة كونه أصبح عضو برلمان. خلال فترة توليه إدارة المدينة التي استمرت 11 عاماً، أجرى أورتشيان تحسينات في وسائل النقل العام وعمل على ترميم برج كنيسة كاثدرائية المهد في كيشيناو.
وهو من الحزب الليبرالي، تسلم مهام منصبه بعد الانتخابات المحلية في يونيو 2007 وأعيد انتخابه في الانتخابات المحلية عام 2011 والأخيرة عام 2015

### الحكومة المحلية
تتكون البلدية المنتخبة من رئيس بلدية (عمدة) ومجلس محلي ويتم لاحقاً تسمية خمسة بريتورات واحد لكل قطاع. يختص هؤلاء بالمسائل الإدارية المحلية غالباً. كل قطاع يتكون من منطقة من مناطق المدينة مع ضواحيها